# 拟绳蜥属
拟绳蜥属（学名：Hemicordylus）是非洲蜥蜴科的一属。

## 下属物种
本属包括以下物种：
- Hemicordylus capensis (Smith, 1838)[2]
- Hemicordylus nebulosus (Mouton & Van Wyk, 1995)

## 保育狀況
本属所有种均被列為《瀕危野生動植物種國際貿易公約》附錄二的物種，被限制出口及貿易。